# 日本結晶学会
一般社団法人 日本結晶学会（にほんけっしょうがっかい、英語: The Crystallographic Society Of Japan）は、日本の学術研究団体の一つ。

## 概要
1950年5月13日設立。学術研究団体としての種別は単独学会。
国際学術連合体としてはInternational Union of Crystallography、Asian Crystallograpic Associationに加盟している。

## 沿革
- 1950年日本結晶学会発足。
- 2016年一般社団法人日本結晶学会設立。

## 刊行物

### 日本結晶学会誌
- 誌名（和文）：日本結晶学会誌
- 誌名（欧文）：Journal of the Crystallographic Society of Japan
- 創刊年：1959
- 資料種別：解説誌・一般情報誌
- 使用言語：日本語（英文抄録あり）
- 発行形態：印刷体、eジャーナル、その他電子体
- 著作権帰属先：学会
- クリエイティブコモンズ：定めていない
- 購読：-